# Гундельсхайм (Вюртемберг)
Гундельсхайм (нем. Gundelsheim) — город в округе Хайльбронн на франконском севере земли Баден-Вюртемберг. Он принадлежит к региону Хайльбронн-Франкония и к краю европейского столичного региона Штутгарта. Бургенштрассе, туристический маршрут из Германии в Чехию, проходит через город мимо замка.

## География

### Географическое положение
Гундельсхайм расположен на правом берегу Неккара на севере района Хайльбронн в переходной зоне бассейна Неккара вокруг Хайльбронна и Оденвальда. К северо-западу от города и за замком находится Михаэльсберг, плато которого возвышается над долиной Неккар примерно на 100 метров. От поселка его отделяет глубокая долина притока Неккара Анбах. Более длинный Логграбен, протекающий рядом с плотиной и мостом Неккар, протекает в неглубокой лощине через южную часть города.
Подчинён административному округу Штутгарт. Входит в состав района Хайльбронн. Население составляет 7221 человек (на 31 декабря 2010 года). Занимает площадь 38,45 км². Официальный код — 08 1 25 039.
Город подразделяется на 7 городских районов.

## Фотографии

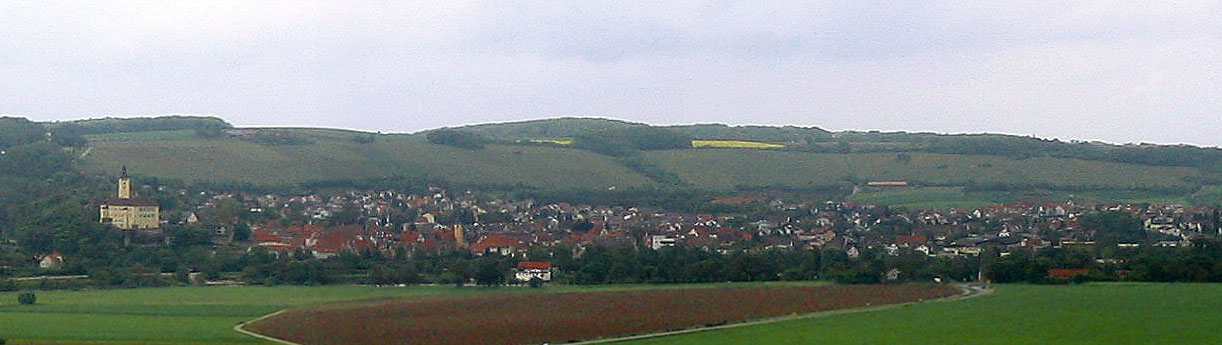
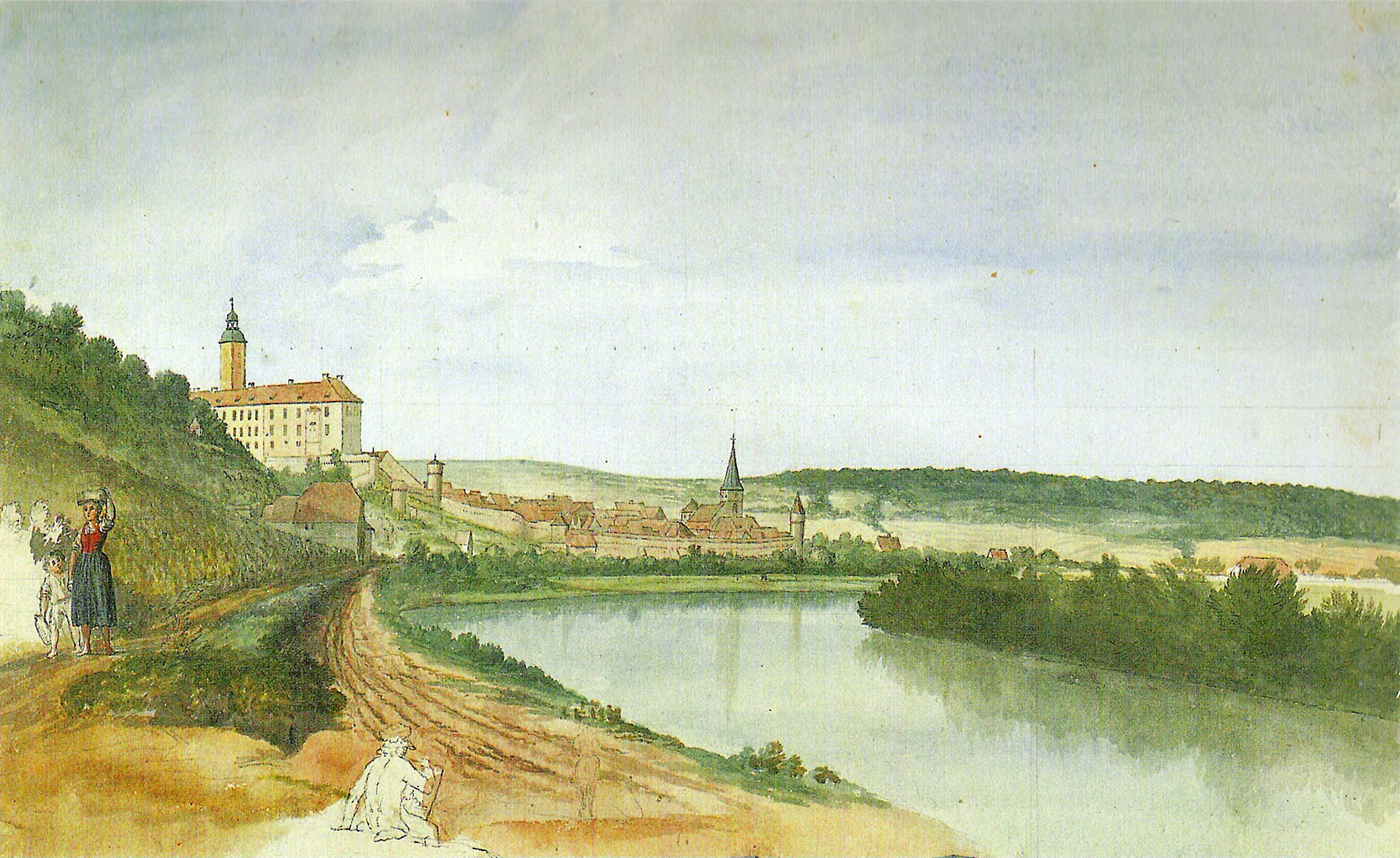
Замок
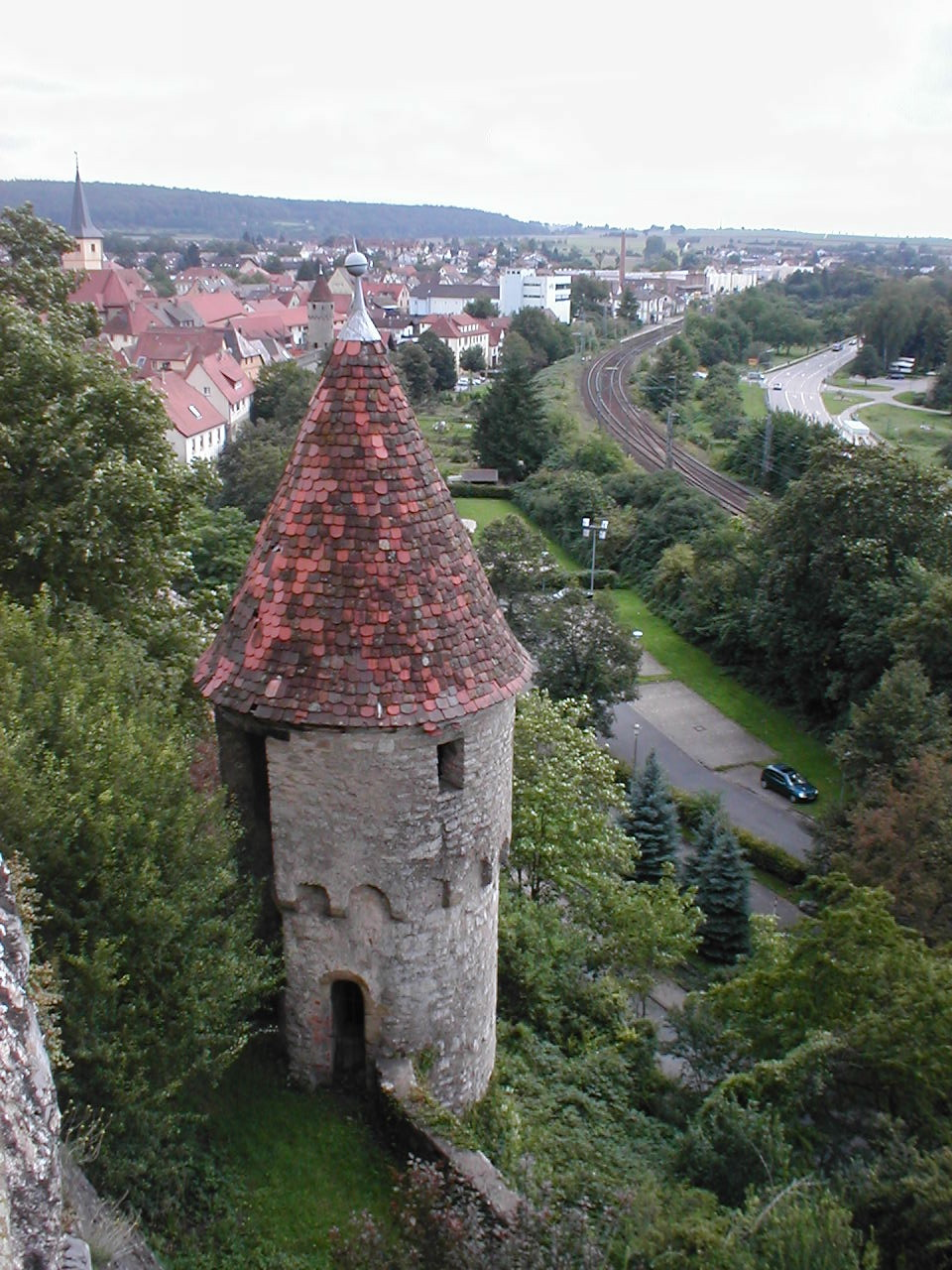
Замок
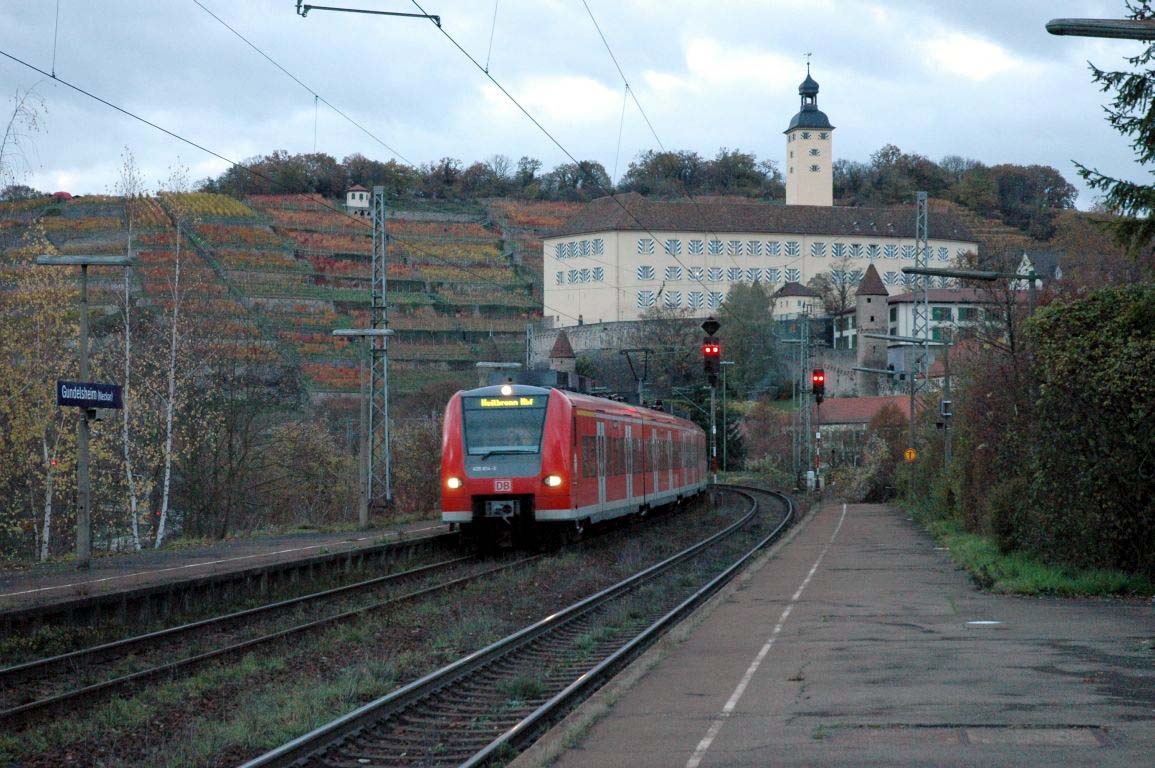
Замок
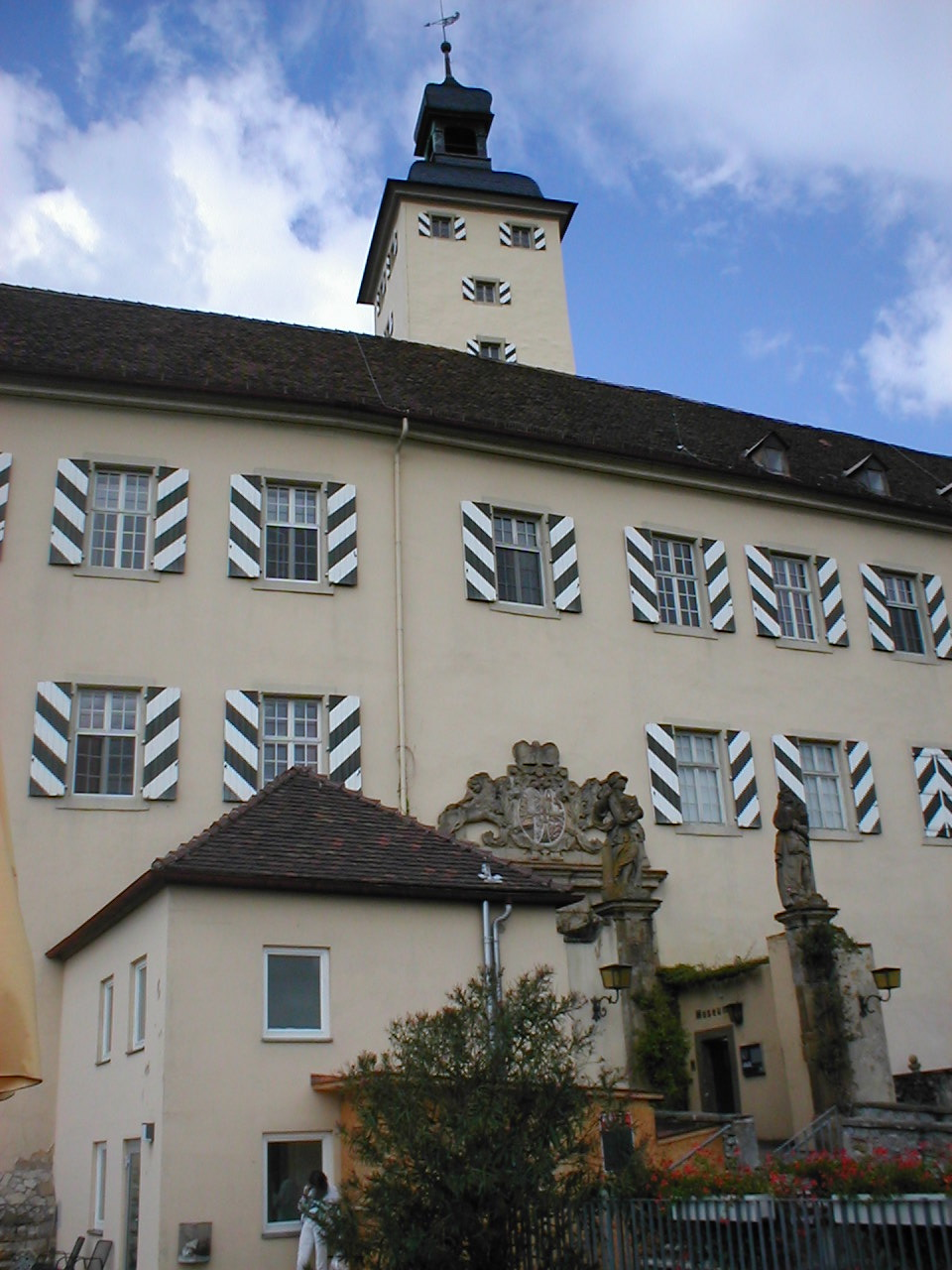
Замок
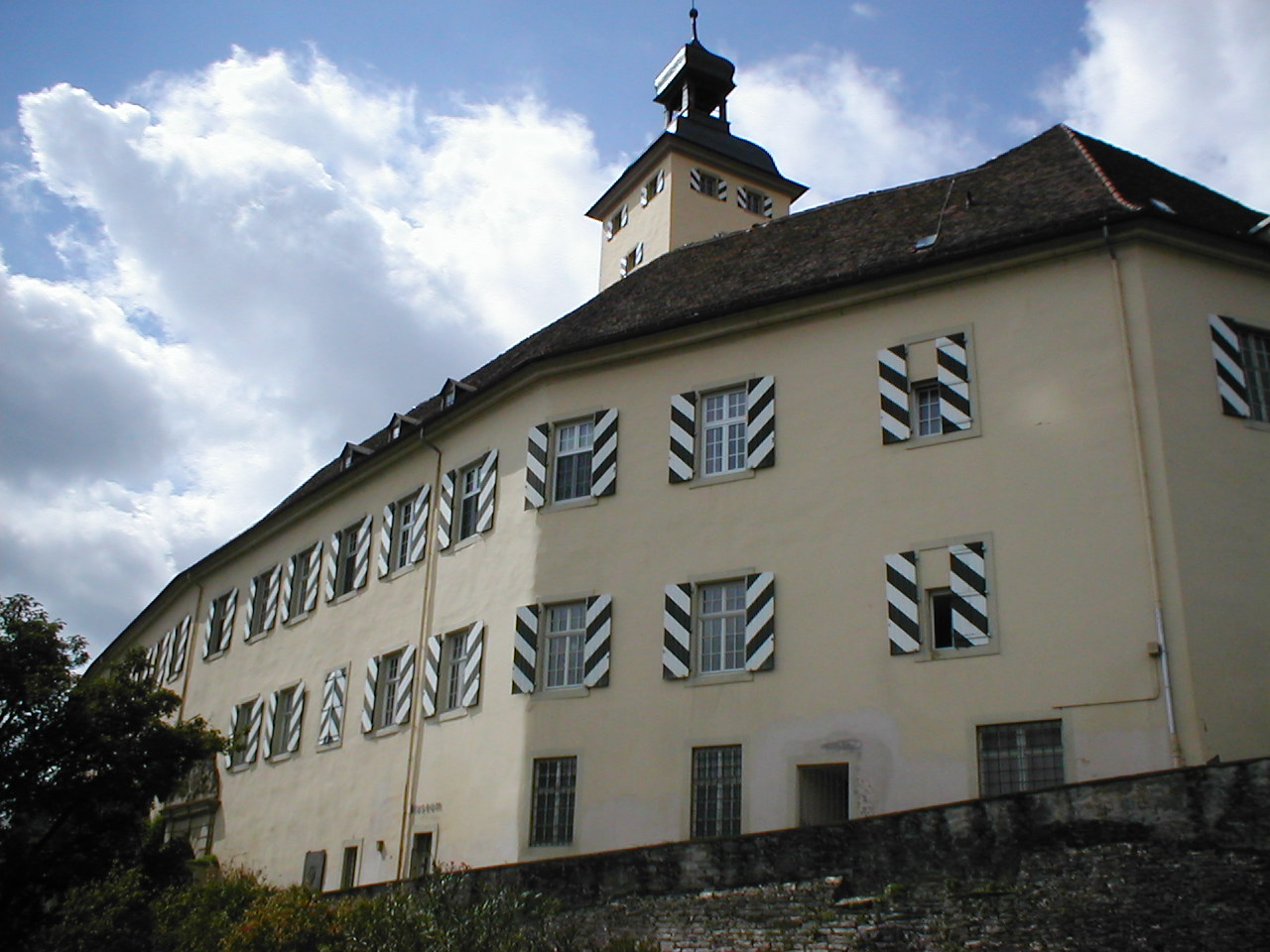
Замок
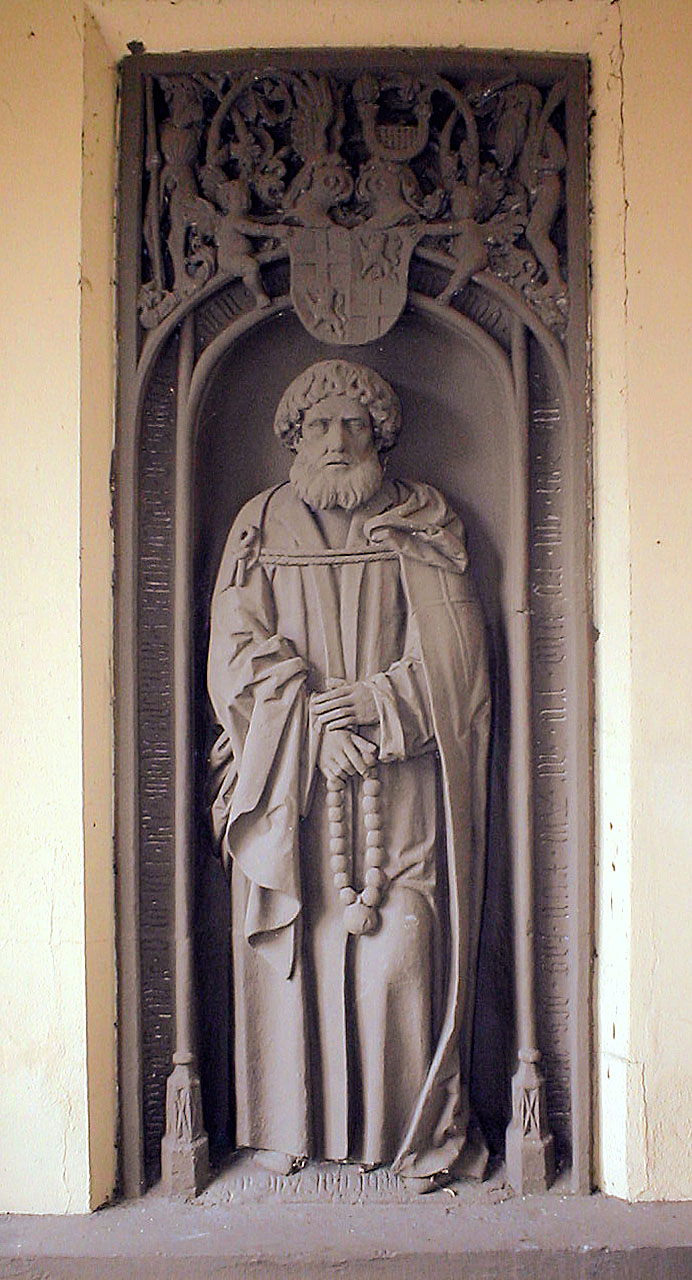
Замок
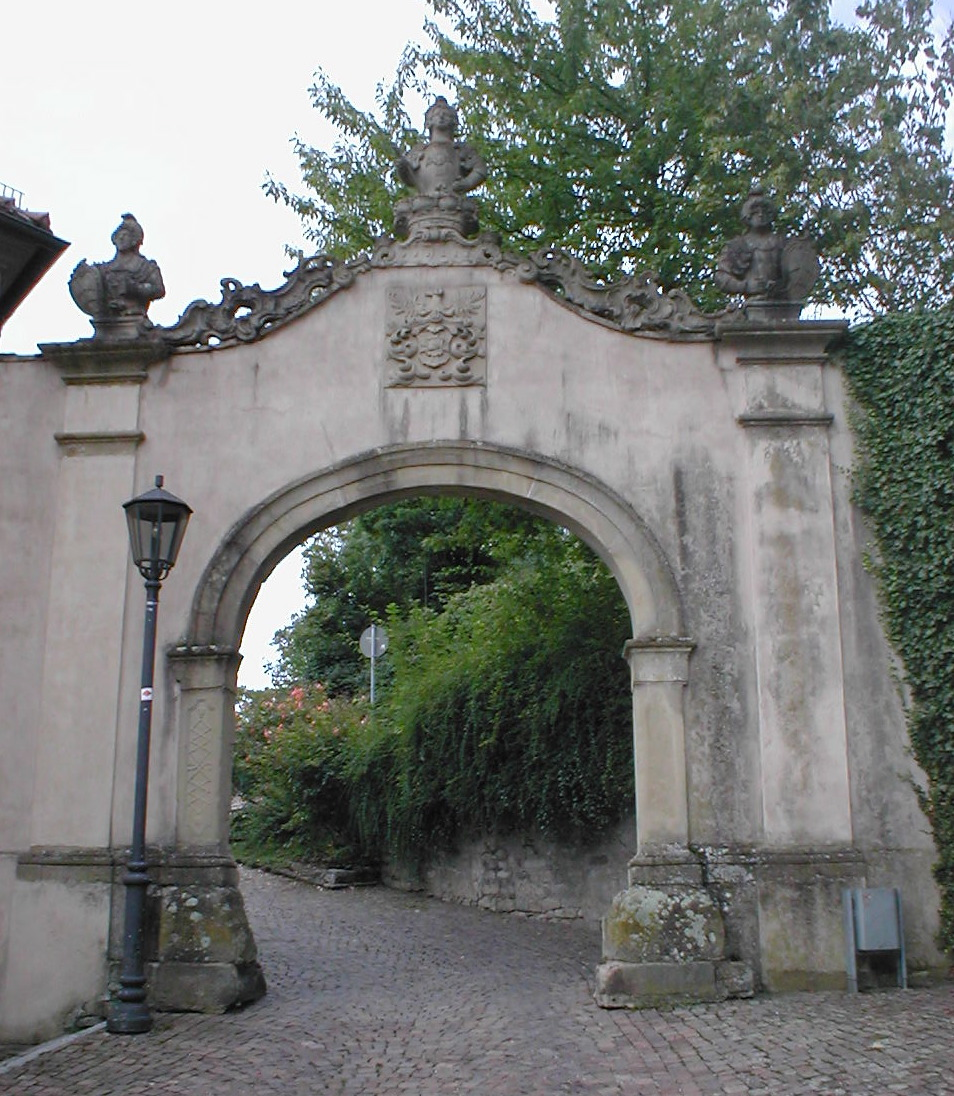
Замок
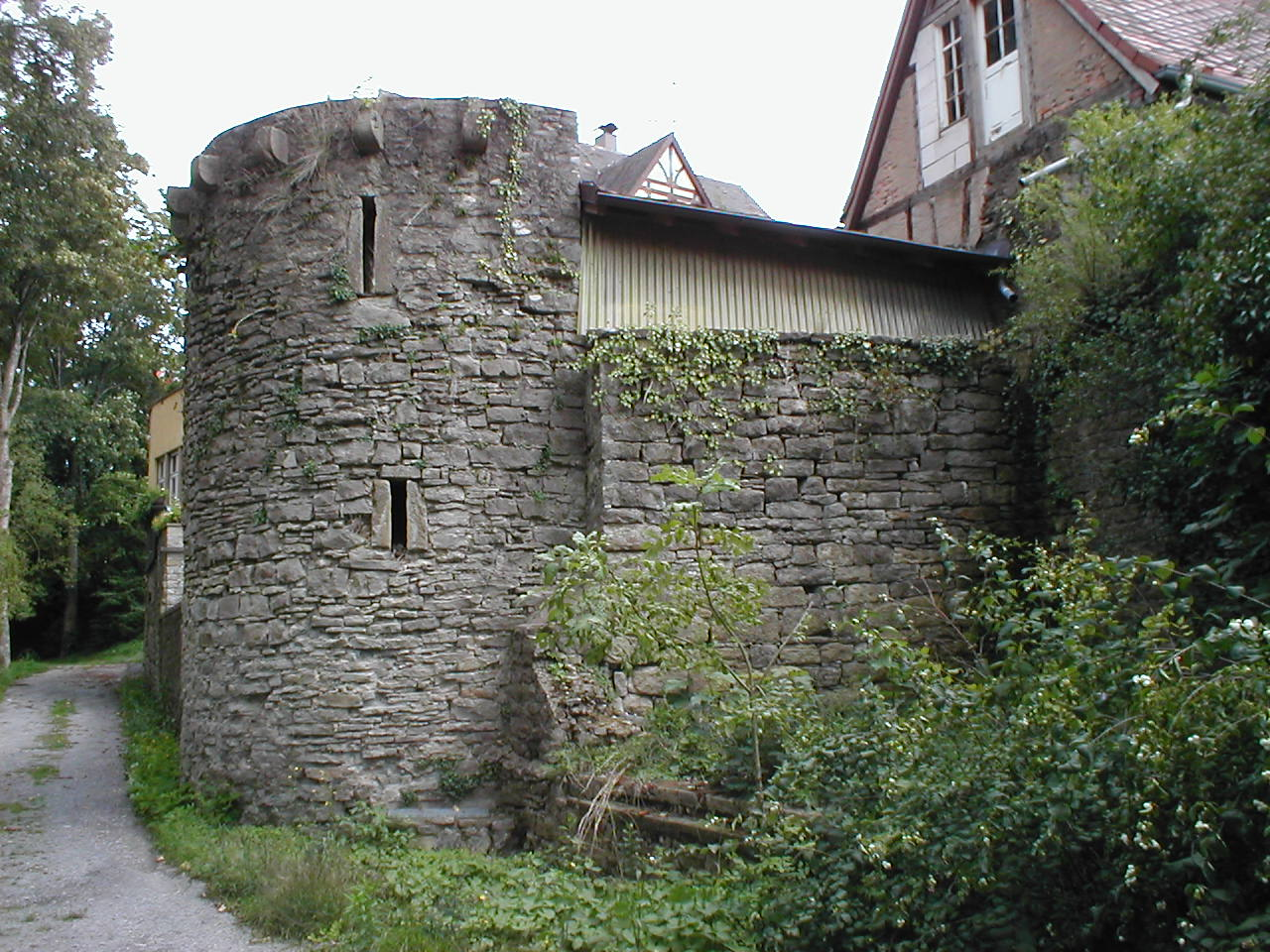
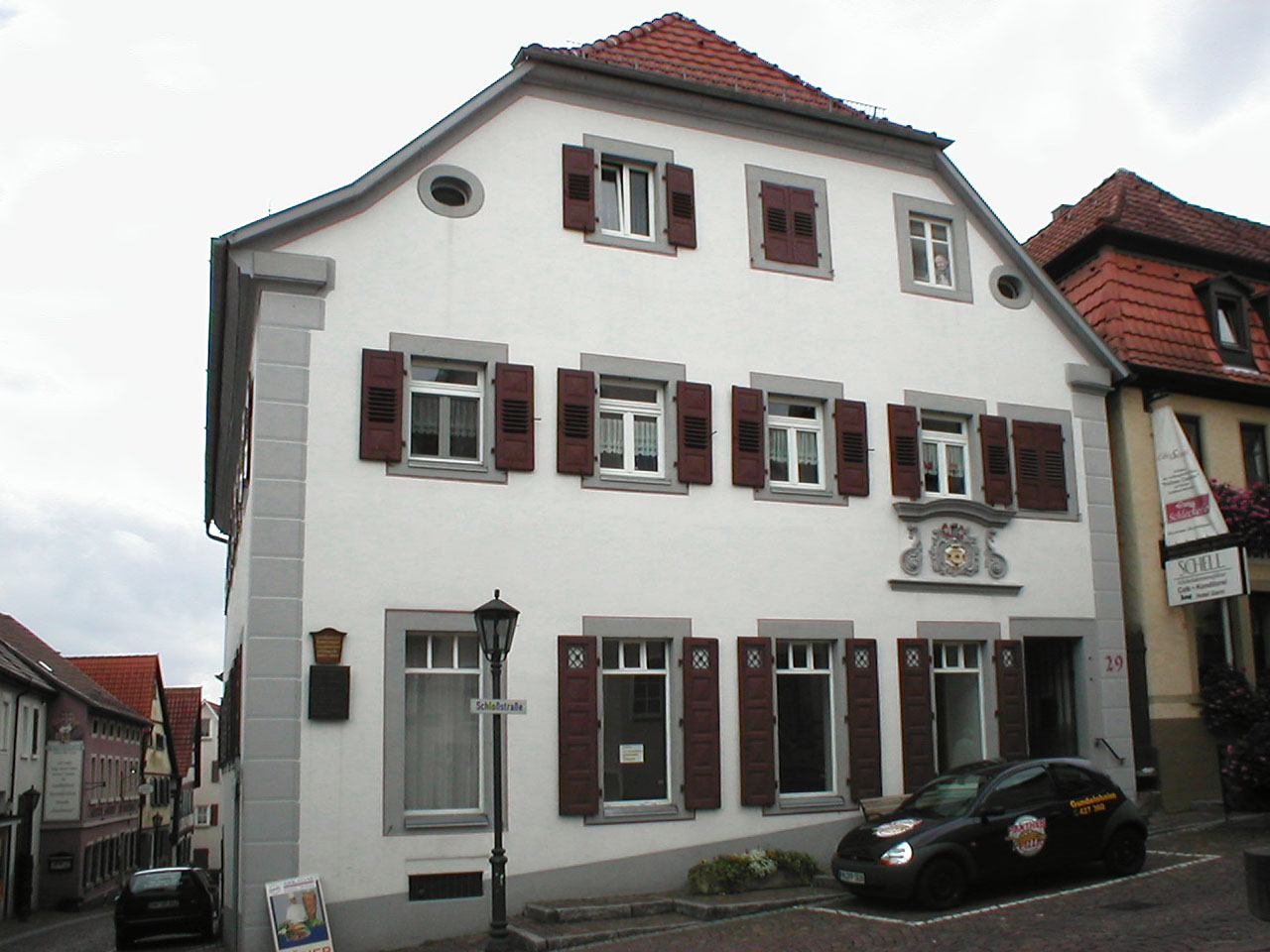
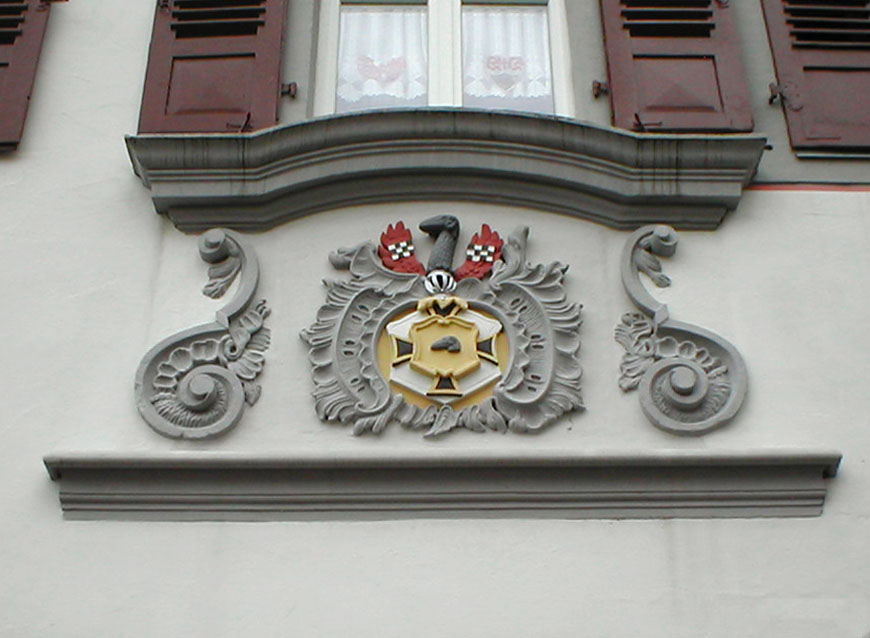
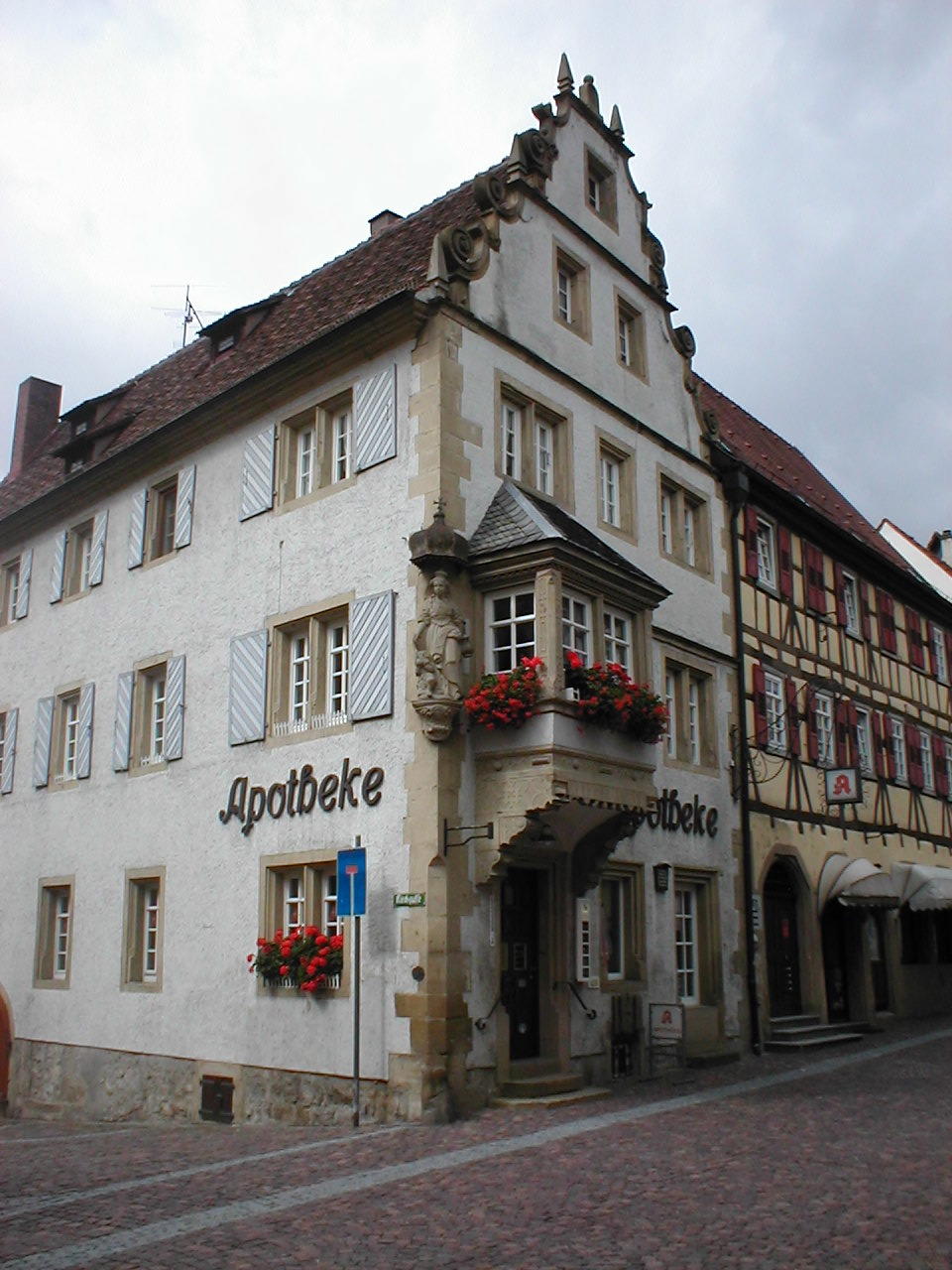
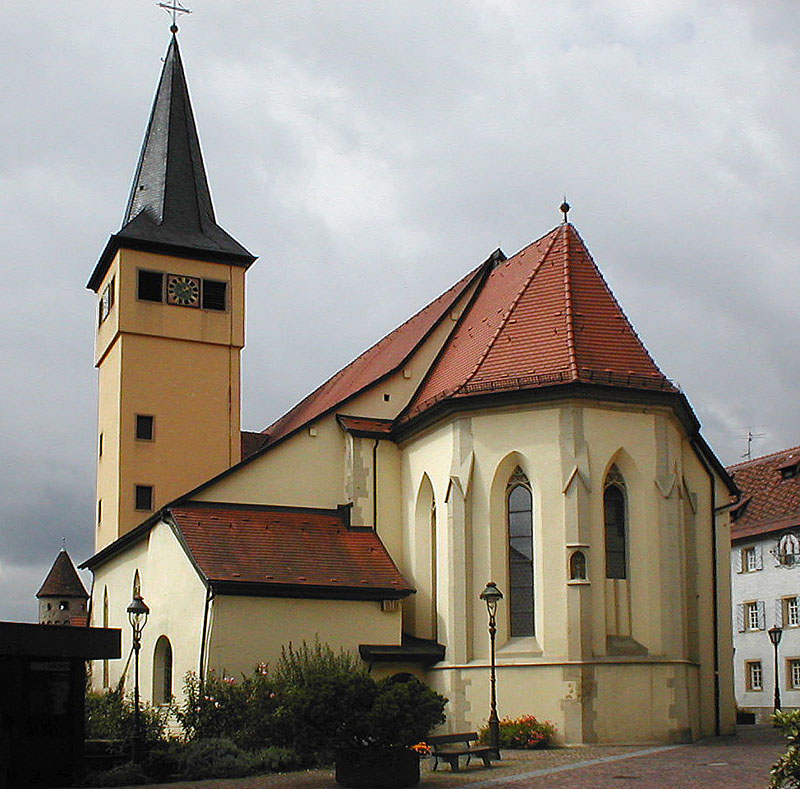
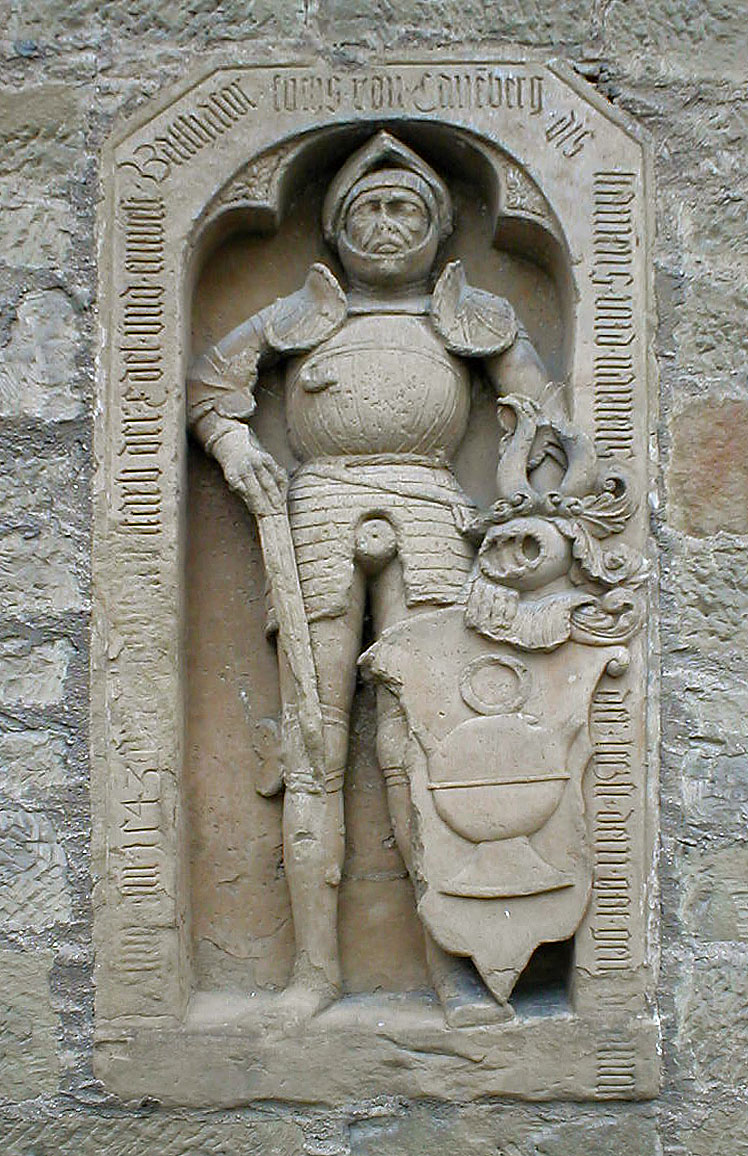
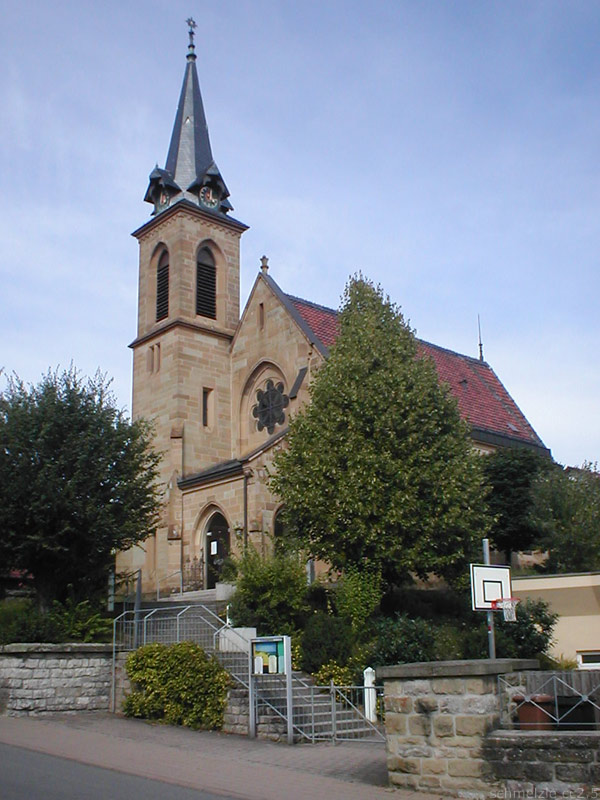
Церковь
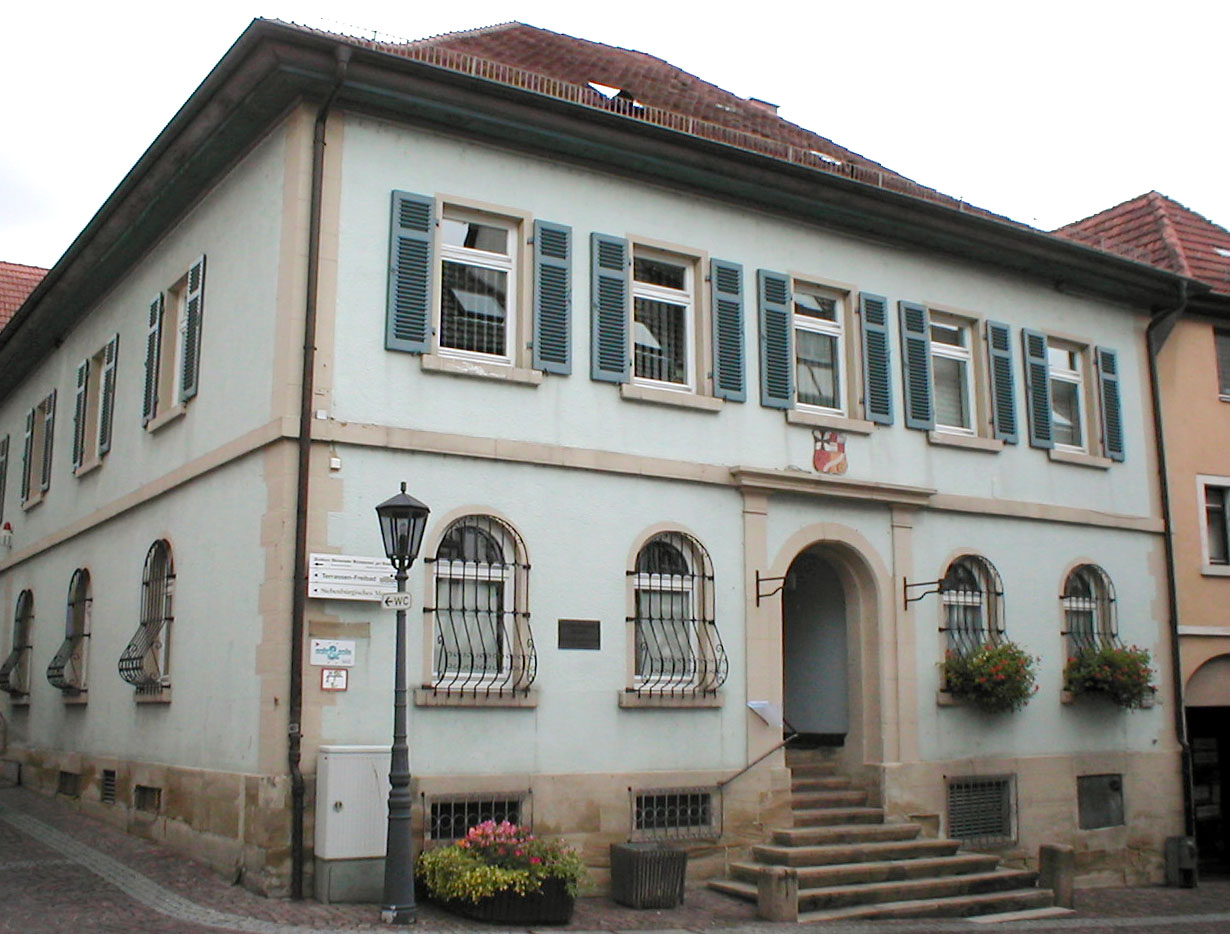
Ратуша
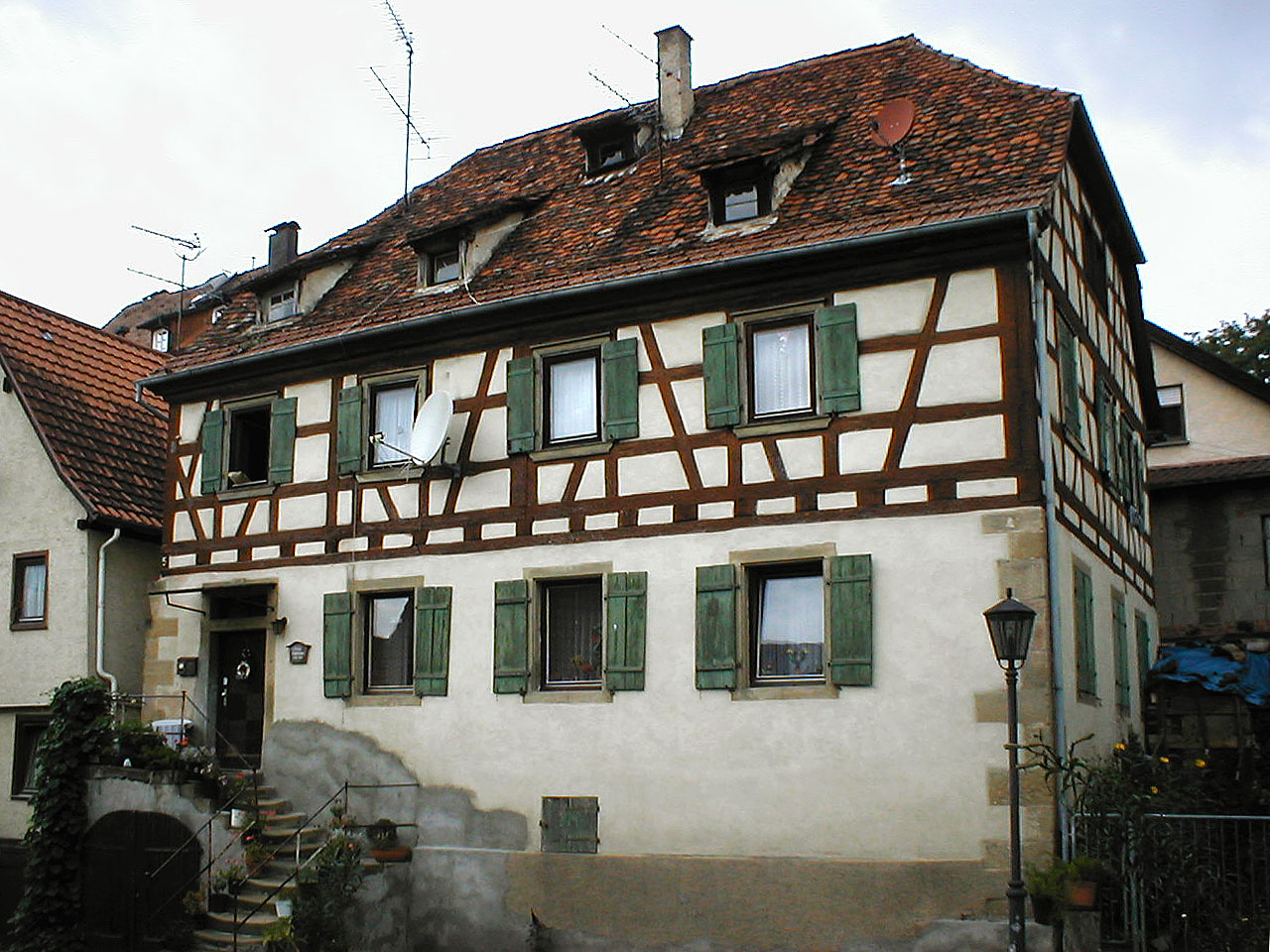
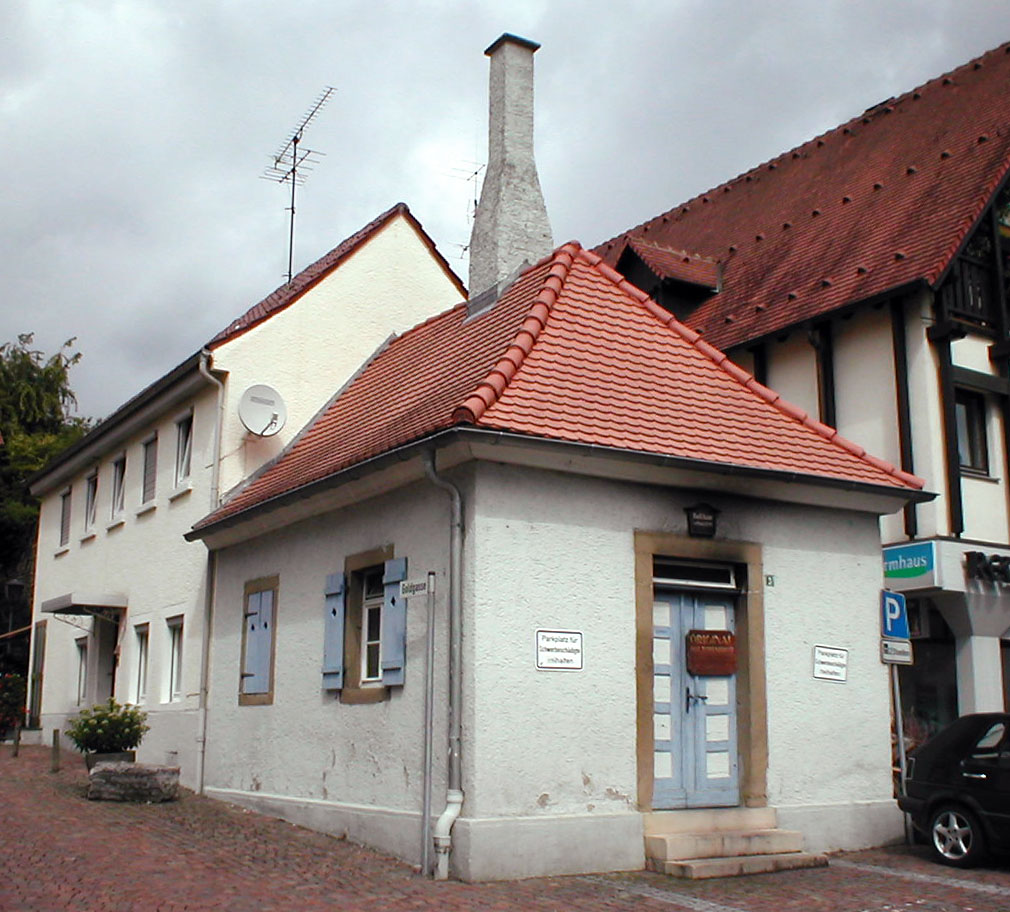
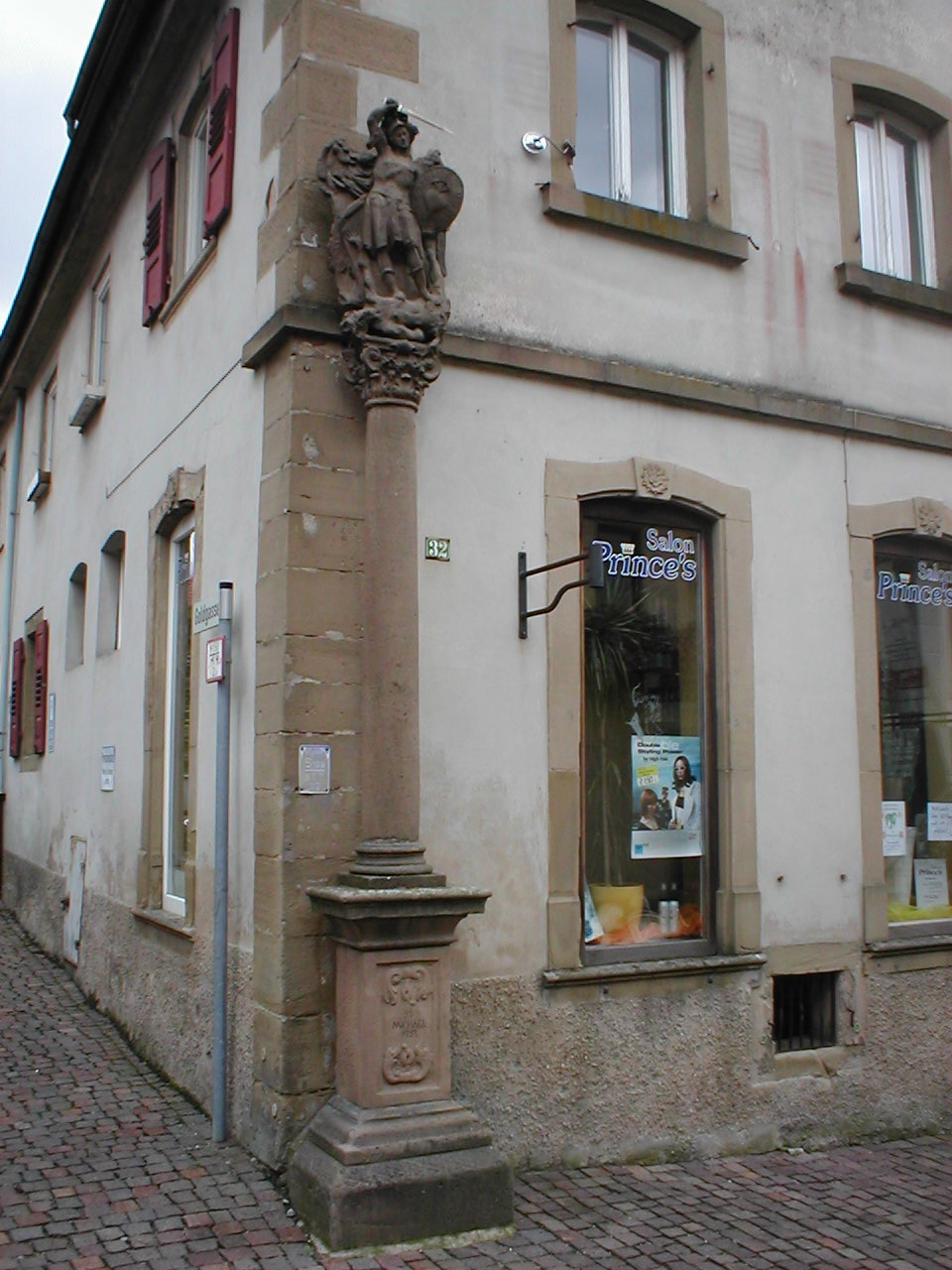
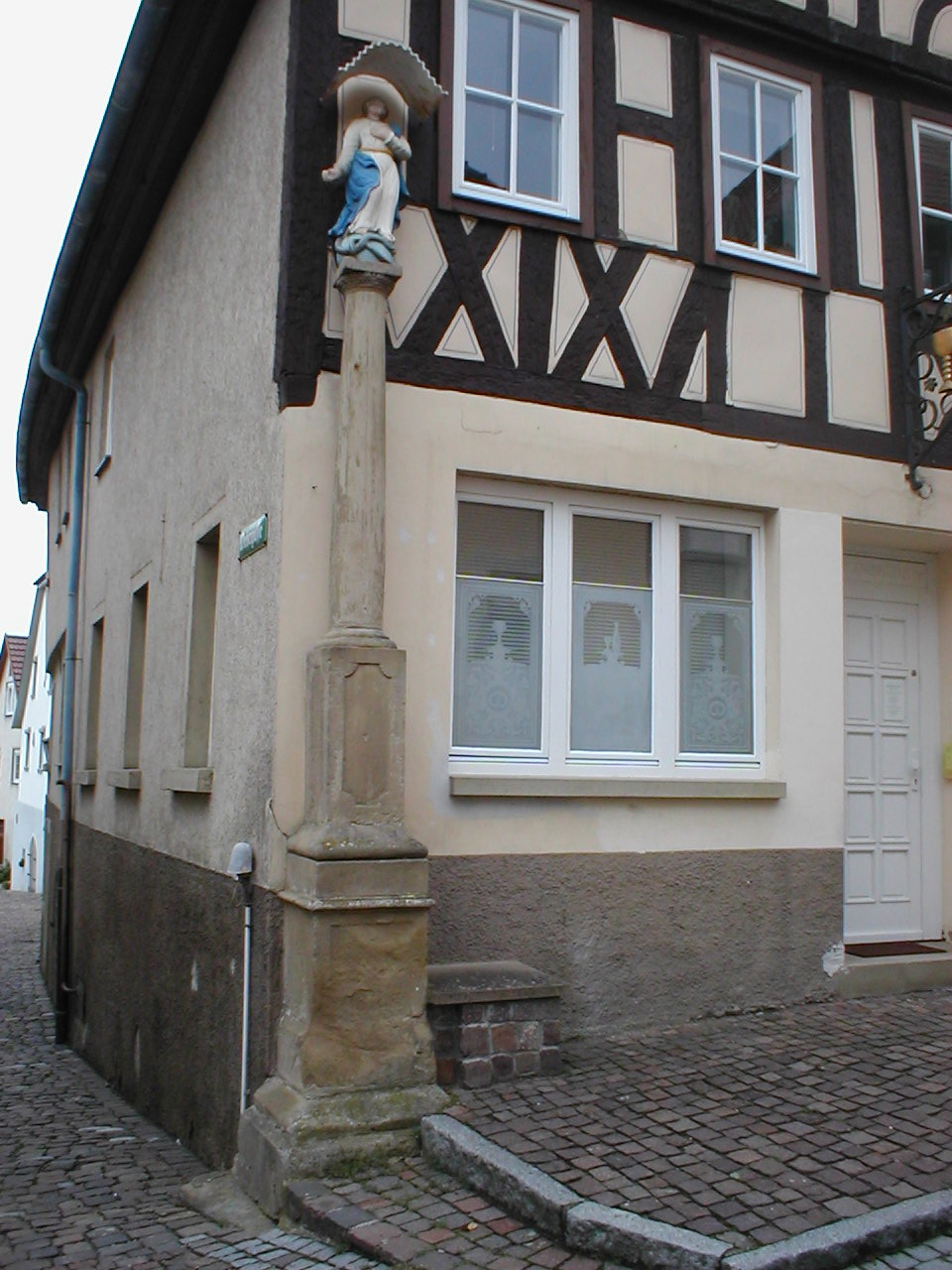
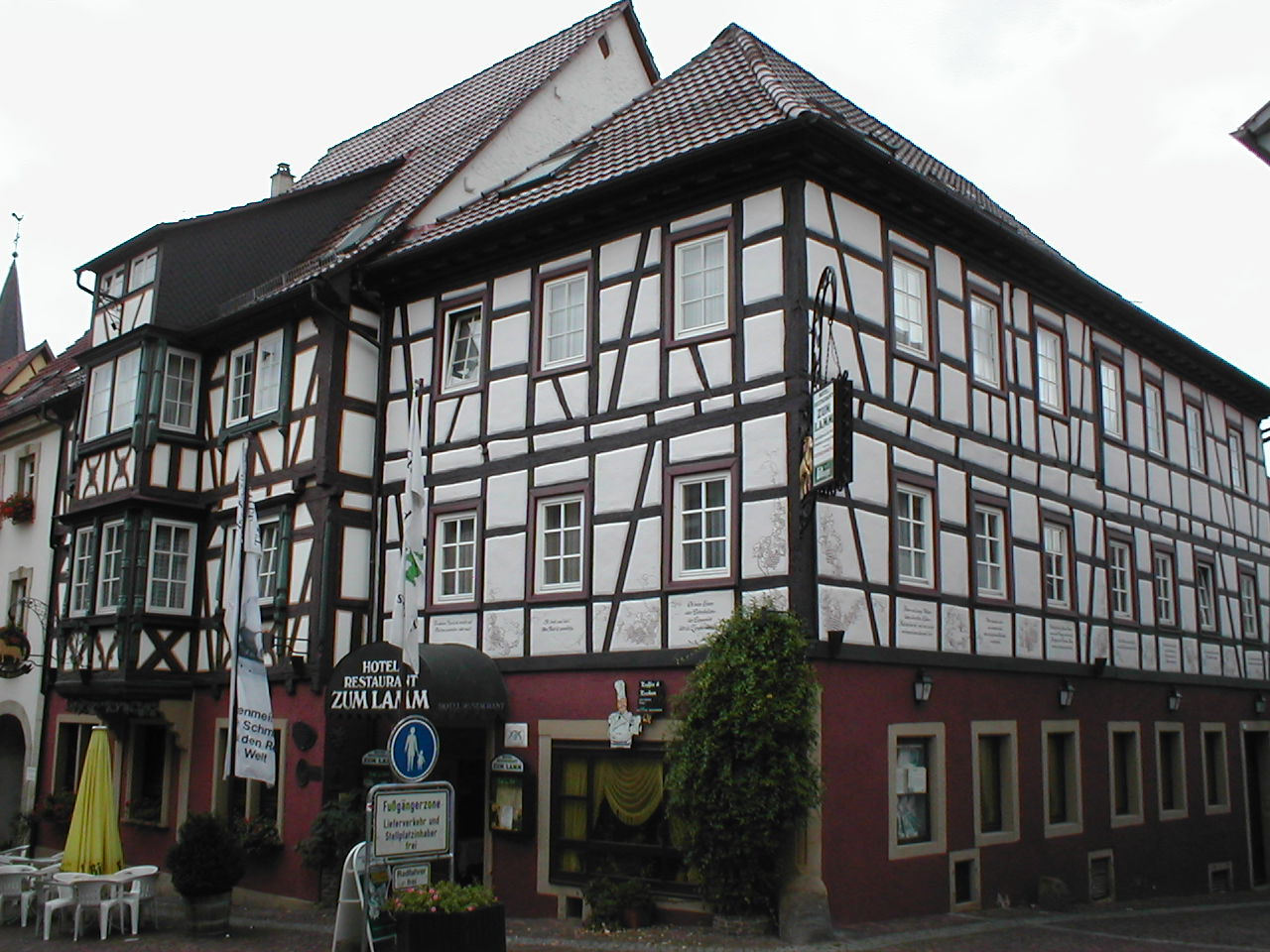
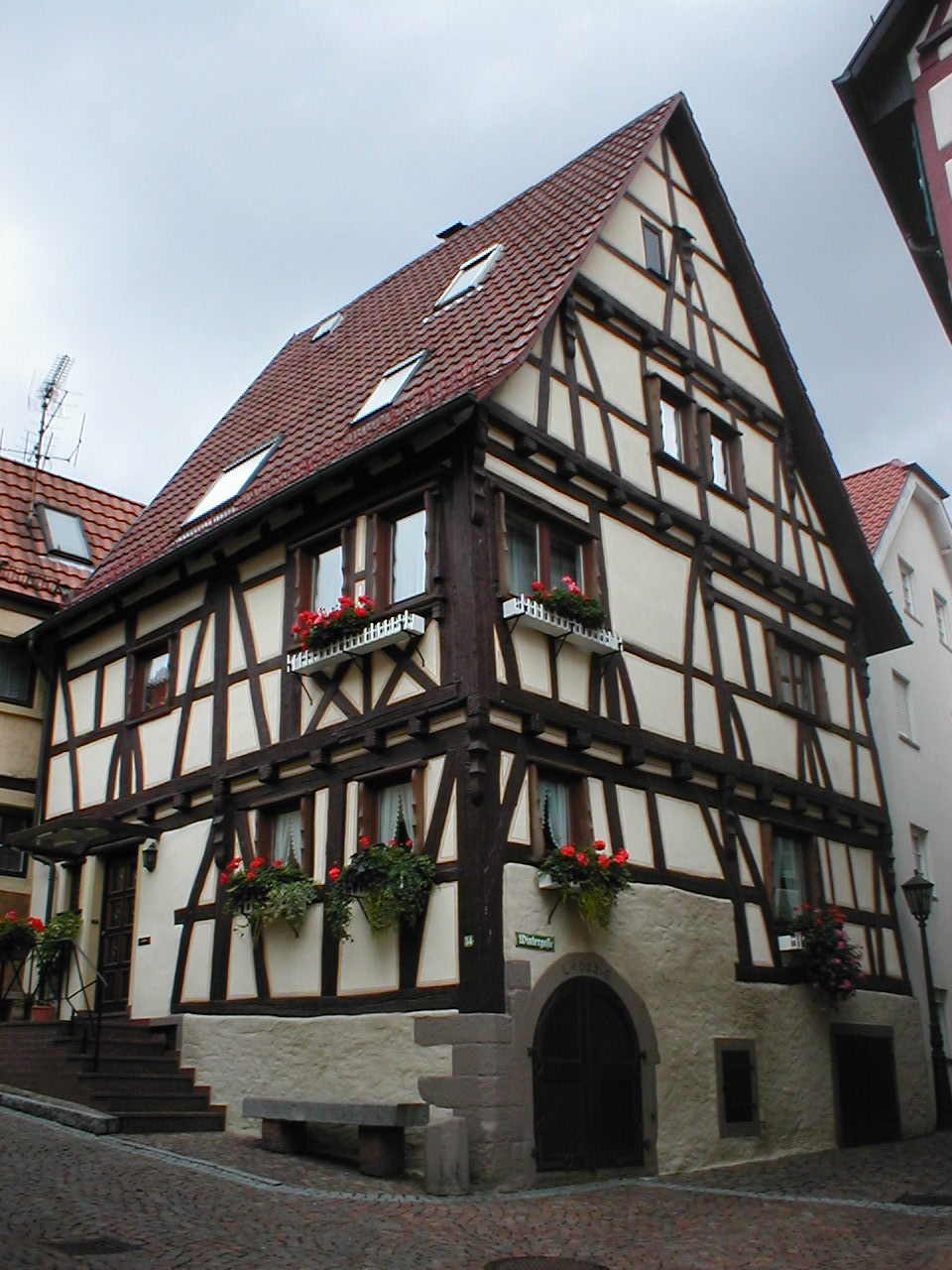
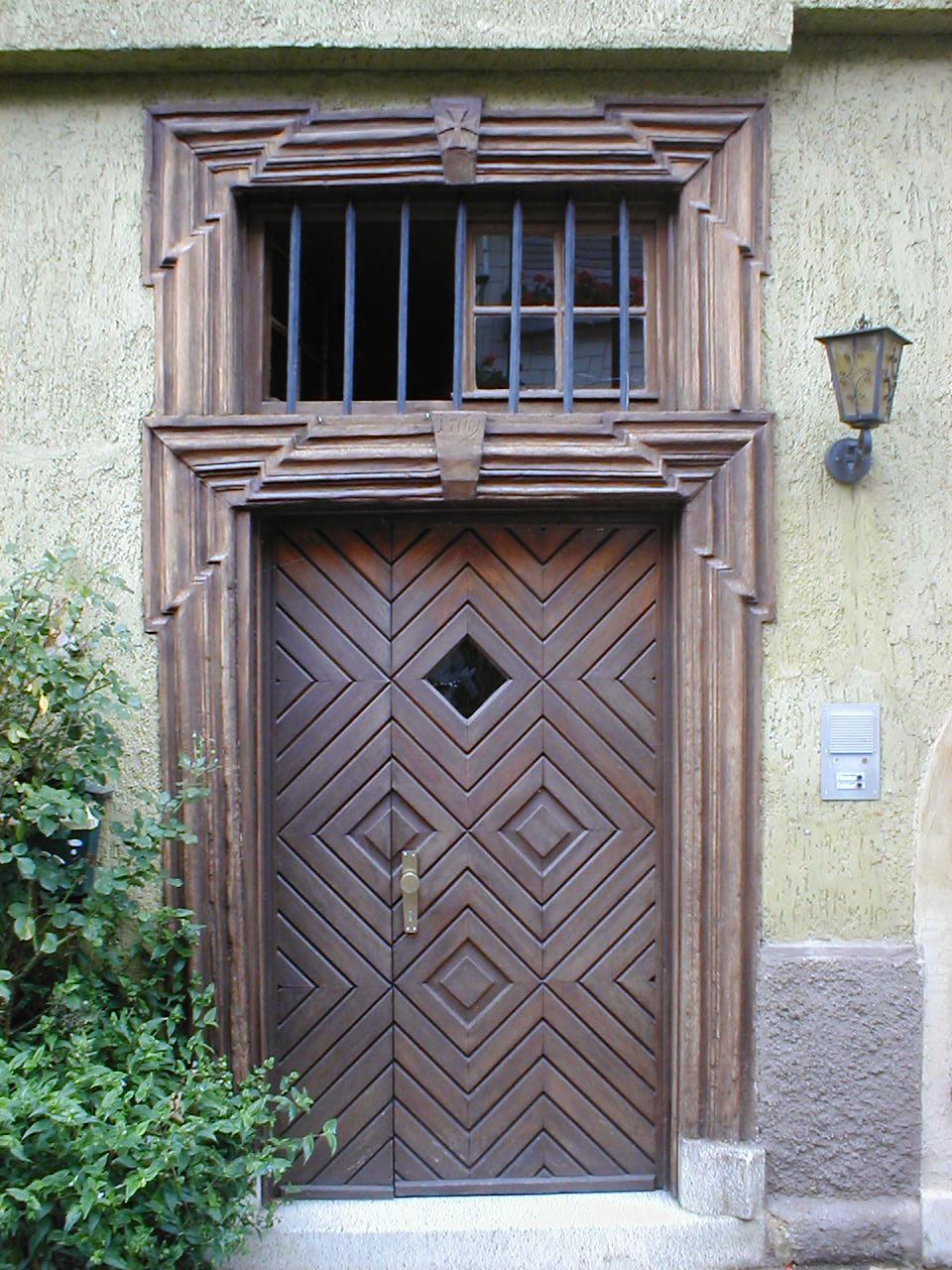
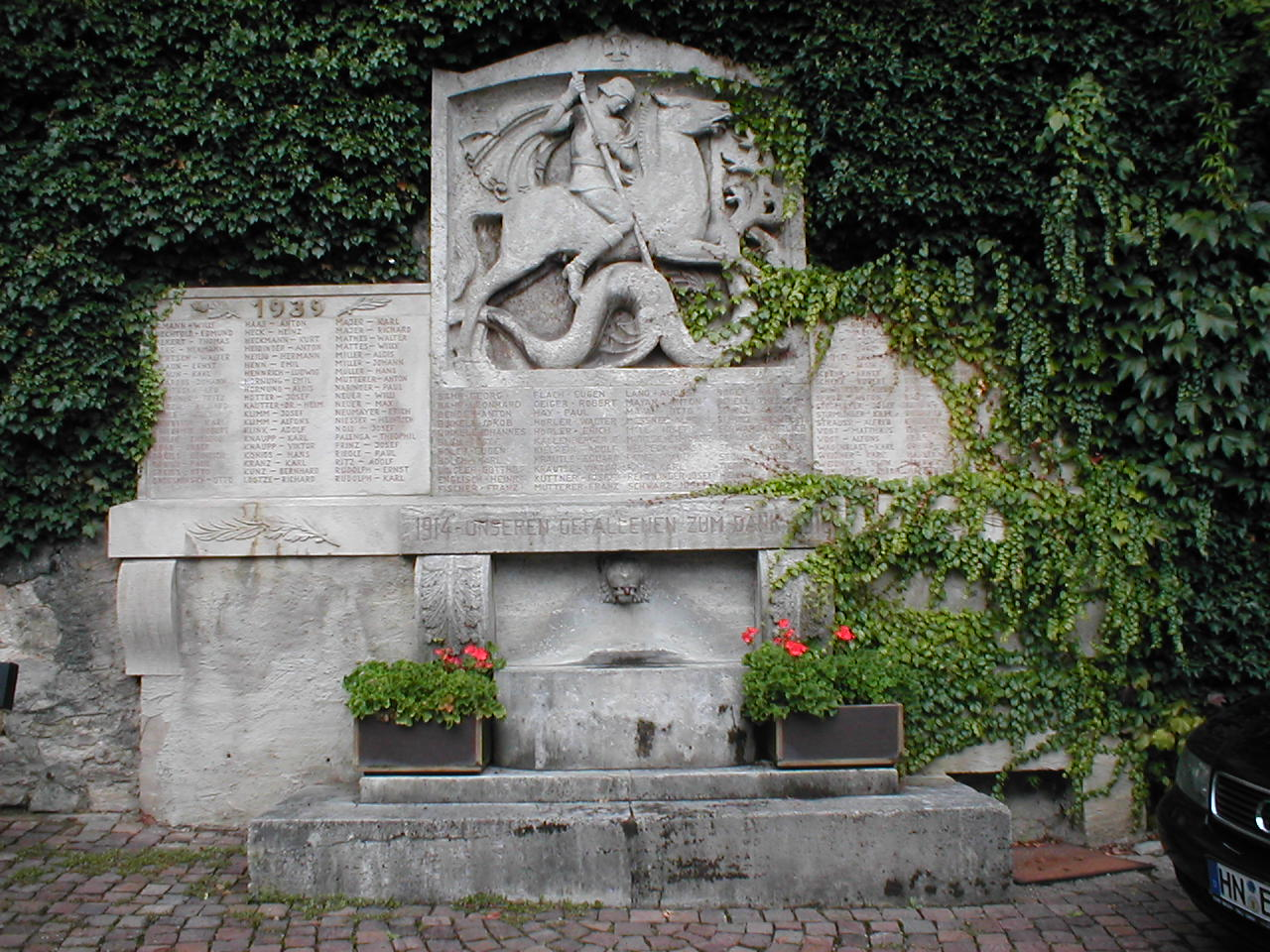
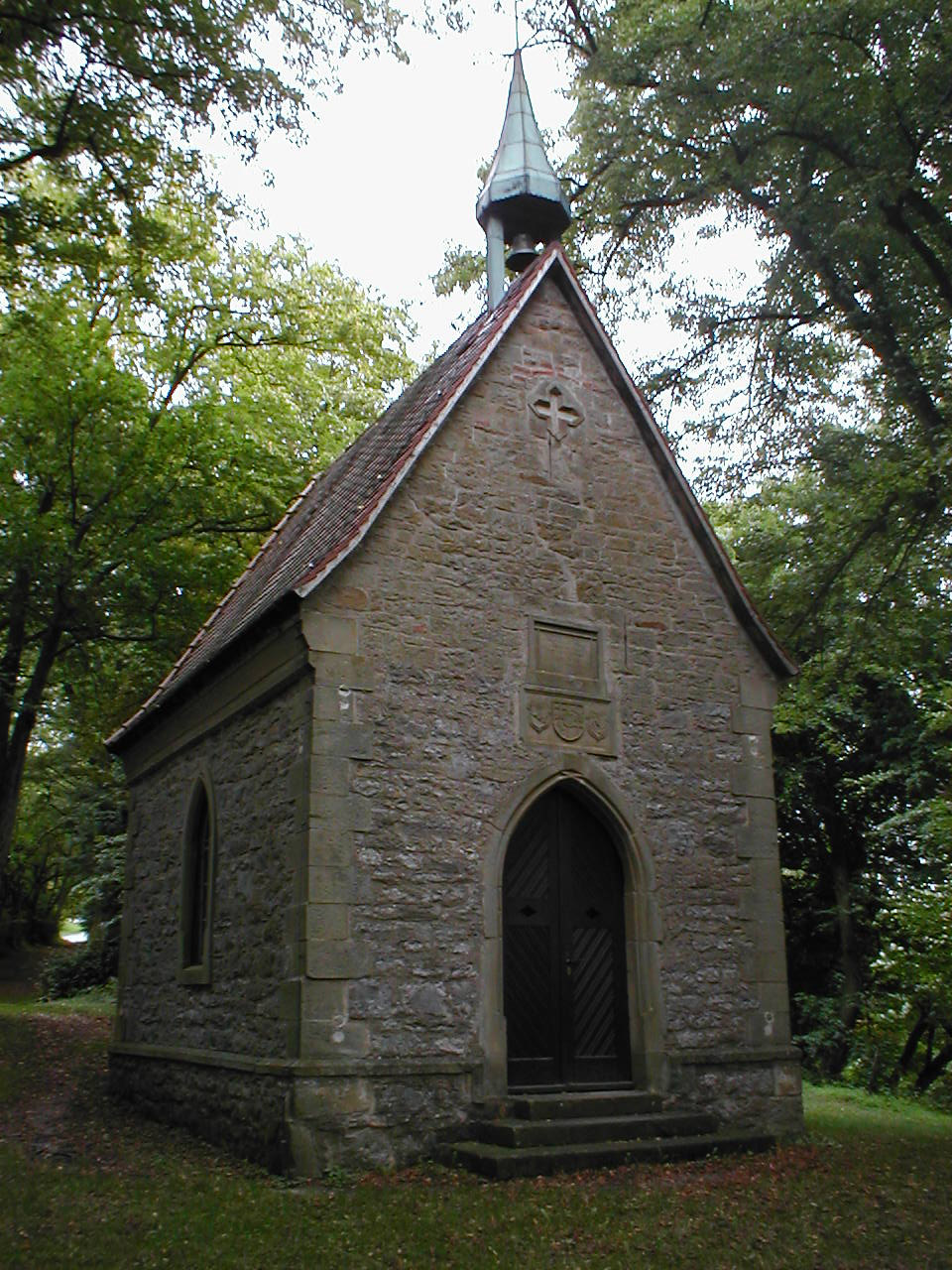
Капелла
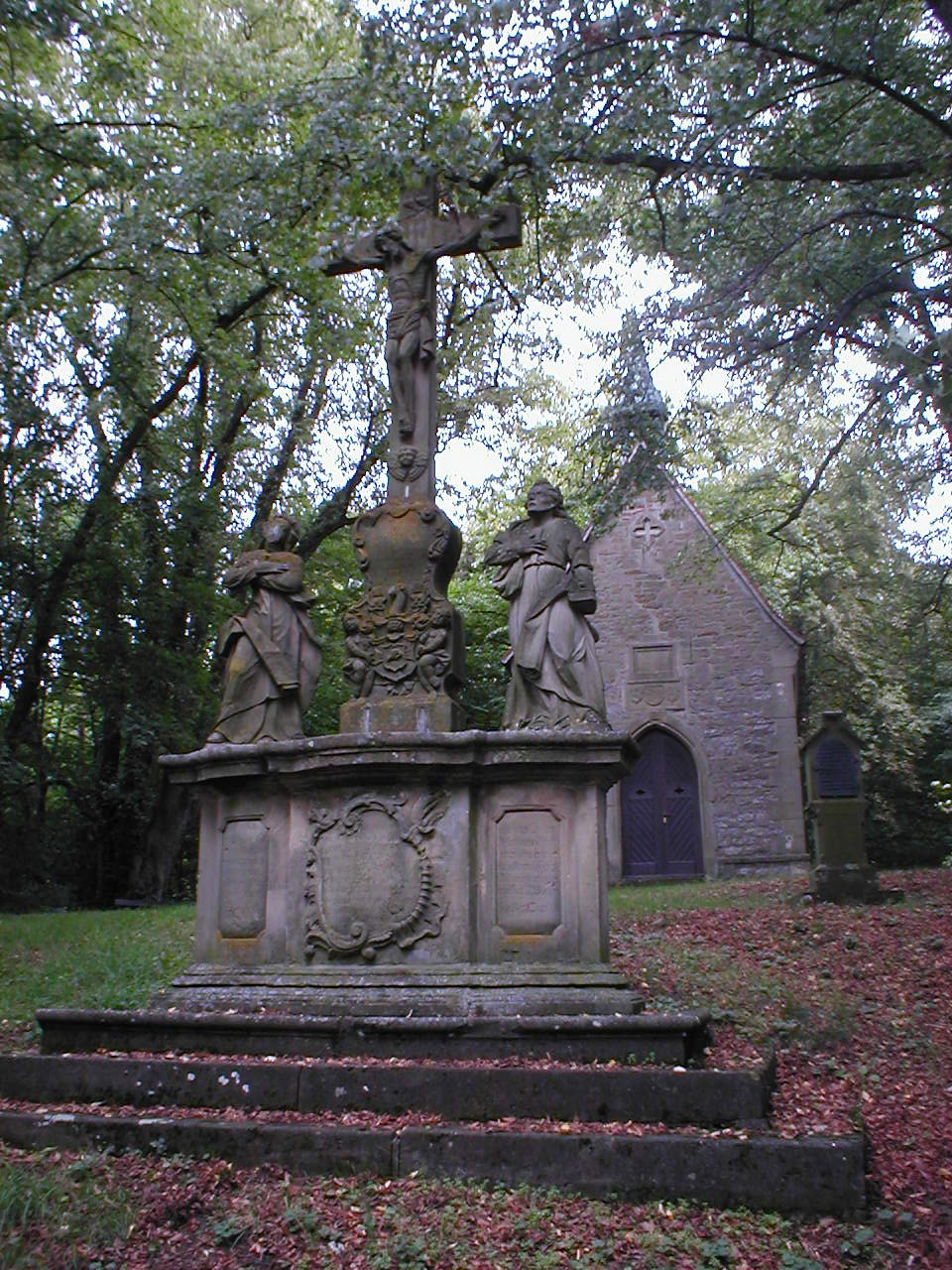